# Ян Метельський
Ян Юзеф Метельський (нар. 1930) — польський астроном, викладач в Ягеллонському університеті в Кракові, президент Польського товариства любителів астрономії (1992—2000), віцепрезидент Польського астрономічного товариства (1969—1973).

## Біографія
Народився в сім'ї нотаріуса Леона Метельського (1894—1967) та вчительки Ірени, уродженої Станкевич (1902—1992). Його брат Марек Метельський пізніше став піаністом, а сестра, Агнешка Метельська-Чеперська (1939—2008) — музикознавцем.
Початкову та середню школу закінчив у Заклічині, де під час окупації його батько був державним нотаріусом. Після повернення до Кракова відвідував фізико-математичний клас III Державного ліцею імені Короля Яна Собеського, де він склав випускні іспити в 1949 році. Того ж року він почав вивчати математику та астрономію в Ягеллонському університеті в Кракові, а закінчив університетське навчання в 1954 році у Вроцлавському університеті, оскільки на той час структура навчання була дворівневою, і студенти астрономії в Ягеллонському університеті отримували ступінь магістра у Вроцлавській астрономічній обсерваторії, яку тоді очолював Еугеніуш Рибка. Магістерську роботу «Спроба визначення відносних відмінностей інтенсивності в спектрах Місяця і Сонця» виконав під керівництвом Антонія Опольського.
З 1949 виконував — на замовлення Тадеуша Банахевича — обчислювальну роботу для Астрономічної обсерваторії Ягеллонського університету та рецензував науково-популярні книги з астрономії в журналі Urania. З 1952 року, ще будучи студентом, він був заступником асистента в Ягеллонському університеті та популяризував астрономію як доповідач у Товаристві загального знання. Після закінчення університету в 1954 році він став аспірантом в Польській академії наук і під керівництвом Банахевич розпочав роботу над дисертацією, присвяченою коригуванню методом краковіана серії геліометричних спостережень Місяця, зроблених Баначевичем з метою визначення параметрів його лібрації.
У січні 1957 року став старшим асистентом Ягеллонського університету на кафедрі теоретичної астрономії та астрономічної геофізики професора Кароля Козела, а в 1961 році його запросив професор Зденек Копала на 3-місячну стипендію, щоб швидше завершити дисертацію завдяки використанню одного з перших в Європі комп'ютерів типу Ferranti Mercury. Багато років потому виявилося, що засновником цієї стипендії було НАСА, для якого Копал з 1958 року складав карти місячної поверхні, які використовуються в програмі «Аполлон».

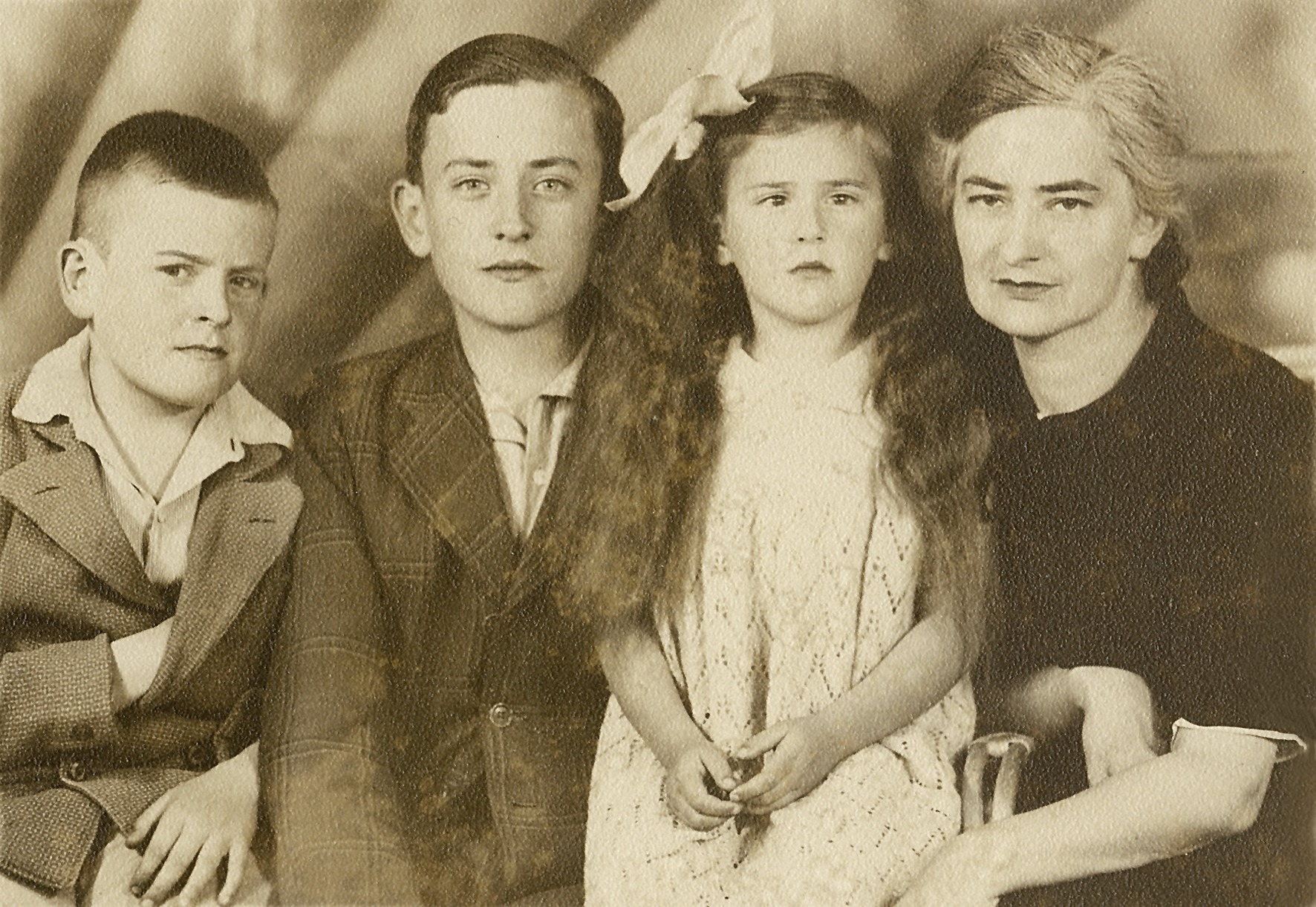
Ян Метельський (другий зліва) з матір'ю, братом і сестрою в Заклічині в 1945 році

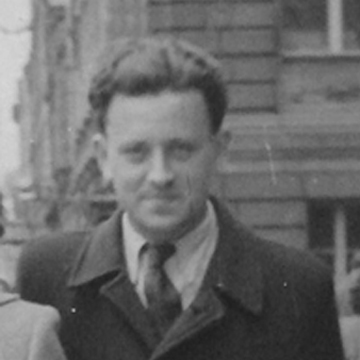
Ян Метельський під час навчання в магістратурі у Вроцлаві в 1953 році

Параметри, оприлюднені в 1966 році на 2-й Міжнародній селенологічній конференції в Манчестері, виявилися надзвичайно близькими до результатів, отриманих через два роки в результаті аналізу збурень програмою Лунар орбітер і ще пізніше підтверджених методом лазерної локації Місяця. Після захисту дисертації доктора філософії в 1964 році Ян Метельський став ад'юнктом Ягеллонського університету, а в 1970 році був призначений старшим викладачем. До свого виходу на пенсію в кінці 1994/95 навчального року він читав лекції в Ягеллонському університеті переважно із загальної та сферичної астрономії, небесної механіки та астрономічних основ географії, а також із загальної геофізики, статистики та програмування на Fortran.
У 1974—1977 роках був заступником директора Астрономічної обсерваторії Ягеллонського університету. Він є автором підручника «Астрономія в географії», нагородженого в 1979 році індивідуальною нагородою 2-го ступеня міністра науки, вищої освіти і технологій і перевиданого багато разів. Автор численних досліджень з історії польської астрономії, зокрема біографій астрономів. Протягом багатьох років він також займається рідкісною астрономічною спеціальністю — гномонікою. Він є автором і консультантом кількох досліджень сонячних годинників, побудованих по всій Польщі в 1972—2018 роках. Протягом майже 30 років він також був одним з небагатьох астрономів, які транслювали сигнал часу для Польського радіо в Краківській обсерваторії. Саме він послав останній сигнал із Кракова 1 квітня 1984 року.

## Відзнаки
З 1948 року член, а в 1992—2000 роках президент Польського товариства любителів астрономії. З 1954 року член, а в 1969—1973 роках віцепрезидент Польського астрономічного товариства. З 1956 член Польського астронавтичного товариства. Член Міжнародного астрономічного союзу з 1973 року. З 1990 року член і засновник Європейського астрономічного товариства. Профспілковий діяч — з 1954 року в лавах Спілки польських вчителів (секретар робітничої ради Ягеллонського університету в 1970—1980 роках), а з 1980 року — в Солідарності. Відзначений багатьма нагородами, в тому часлі Лицарським хрестом Ордена Відродження Польщі, Золотим Хрестом Заслуги та медаллю Honoris Gratia.

## Особисте життя
У 1955 році Ян Метельський одружився зі своєю університетською подругою Данутою Лагунянкою (1930—1992). У них народились двоє синів: Міхал Марек Метельський та Єжи Войцех Метельський.

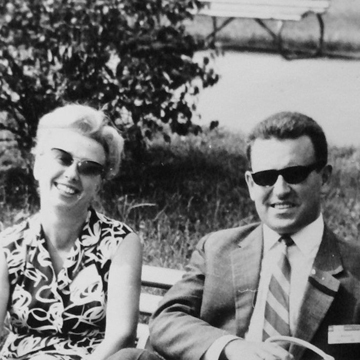
Ян Метельський з дружиною на конгресі Міжнародного астрономічного союзу в Празі в 1967 році

Як член музичної родини, Ян Метельський був любителем органної музики періодів бароко та романтизму. Хоч він ніколи не відвідував музичну школу, але активно займається музикою самостійно, як правило, на 68-голосному органі, який він сам зібрав у 1981 році.